# Општина Градина (Констанца)
Градина (рум. Grădina) општина је у Румунији у округу Констанца.
Oпштина се налази на надморској висини од 80 m.

## Становништво

### Хронологија
| Година       | 2005 | 2006 | 2007 | 2008 | 2009 | 2010 | 2011 | 2012 | 2013 | 2014 | 2015 | 2016 | 2017 |
| ------------ | ---- | ---- | ---- | ---- | ---- | ---- | ---- | ---- | ---- | ---- | ---- | ---- | ---- |
| Становништво | 1189 | 1187 | 1188 | 1212 | 1214 | 1184 | 1174 | 1171 | 1157 | 1165 | 1159 | 1157 | 1131 |